# Bukovlje (Velika Kladuša, BiH)
Bukovlje je naseljeno mjesto u općini Velika Kladuša, Federacija Bosne i Hercegovine, BiH.

## Stanovništvo

### 1991.
Nacionalni sastav stanovništva 1991. godine, bio je sljedeći:
ukupno: 139
- Srbi - 128
- Muslimani - 5
- Hrvati - 1
- ostali, neopredijeljeni i nepoznato - 5

### 2013.
Nacionalni sastav stanovništva 2013. godine, bio je sljedeći:
ukupno: 17
- Bošnjaci - 6
- Srbi - 2
- ostali, neopredijeljeni i nepoznato - 9